# A Guide to Recognizing Your Saints
A Guide to Recognizing Your Saints is een Amerikaanse biografische dramafilm uit 2006. Regisseur Dito Montiel schreef het verhaal zelf en baseerde dit op zijn eigen jeugd in een achterstandswijk in Queens. De film won op het Sundance Film Festival zowel de prijs voor beste dramaregie als de juryprijs en op het Filmfestival van Venetië zowel de prijs van de critici als de Isvema Award.

## Verhaal
De volwassen Dito Montiel (Robert Downey jr.) is een welvarend schrijver in Los Angeles, maar dat was niet altijd zo. Wanneer hij gebeld wordt door zijn moeder Flori (Dianne Wiest) met de mededeling dat zijn vader Monti (Chazz Palminteri) ernstig ziek is, gaat hij terugdenken aan zijn armoedige jeugd in de wijk Astoria in Queens. Terwijl hij op weg is om voor het eerst in jaren zijn ouderlijk huis te bezoeken, komen zijn jeugd en de omgang met zijn jeugdvrienden terug in zijn gedachten.
De jonge Dito (Shia LaBeouf) groeit op met weinig welvaart en weinig toekomstperspectief. Hij hangt voornamelijk op straat rond met zijn vrienden. Dit zijn vechtersbaas Antonio (Channing Tatum), diens weinig intelligente broertje Giuseppe (Adam Scarimbolo) en de geen blad voor zijn mond nemende Nerf (Peter Anthony Tambakis). Ze hangen samen de hele dag een beetje rond, trappen rotzooi en zitten achter de meisjes aan.
Op een dag komt er een nieuwe jongen op school in de klas van Dito in de vorm van de Schotse Mike O'Shea (Martin Compston). Hoewel deze ook graag op straat rondhangt met de vrienden, is deze niet van plan om hier zijn hele leven door te brengen. Zo werkt hij voor de homoseksuele Frank (Anthony DeSando), die een hondenuitlaatservice bestiert. Door die te helpen tijdens het wandelen met de honden verdient Mike wat geld. Dit wil hij gebruiken om een toekomst als muzikant op te bouwen.
Hoewel Mike bij de rest van de groep lauw ontvangen wordt, raakt Dito direct bevriend met hem en gaat hij via Mike ook voor de hondenuitlaatservice werken. Ondertussen dat hij zodoende redelijk constructief bezig is, ziet hij hoe zijn vrienden berusten in het leven dat ze hebben en zichzelf in de nesten werken. Dito besluit dat hij weg moet uit Astoria wil er iets van zijn leven terechtkomen. Hij spreekt met Mike af om samen naar Californië te gaan zodra ze hier genoeg geld voor hebben.

## Rolverdeling
- Shia LaBeouf - Dito (jong)
- Robert Downey jr. - Dito (volwassen)
- Channing Tatum - Antonio (jong)
- Eric Roberts - Antonio (volwassen)
- Peter Anthony Tambakis - Nerf (jong)
- Scott Michael Campbell - Nerf (volwassen)
- Adam Scarimbolo - Giuseppe
- Martin Compston - Mike O'Shea
- Dianne Wiest - Flori, Dito's moeder
- Chazz Palminteri - Monty, Dito's vader
- Melonie Diaz - Laurie (jong)
- Rosario Dawson - Laurie (volwassen)
- Julia Garro - Diane
- Eleonore Hendricks - Jenny
- George DiCenzo - Oom George
- Olga Merediz - Tante Mary
- Federico Castelluccio - Antonio's vader
- Anthony DeSando - Frank the Dog Walker